# Связывание и привязывание
Свя́зывание и привя́зывание — разновидность позиционной ничьей, в которой слабейшая сторона спасается, связав одну фигуру противника и заставив вторую защищать её. Если соперник уведёт короля или привязанную фигуру, связанная «съедается», и перевес перестаёт быть критическим. Тем самым он лишается возможности использовать свой материальный перевес. Одна из тем в шахматном этюде.

## Пример
|   | a | b | c | d | e | f | g | h |   |
| - | --- | --- | --- | --- | --- | --- | --- | --- | - |
| 8 | a8 чёрный король · e8 белый слон · h8 чёрная ладья · a7 чёрная ладья · b7 чёрный конь · d5 белый конь · h4 белый слон · b3 белый король | a8 чёрный король · e8 белый слон · h8 чёрная ладья · a7 чёрная ладья · b7 чёрный конь · d5 белый конь · h4 белый слон · b3 белый король | a8 чёрный король · e8 белый слон · h8 чёрная ладья · a7 чёрная ладья · b7 чёрный конь · d5 белый конь · h4 белый слон · b3 белый король | a8 чёрный король · e8 белый слон · h8 чёрная ладья · a7 чёрная ладья · b7 чёрный конь · d5 белый конь · h4 белый слон · b3 белый король | a8 чёрный король · e8 белый слон · h8 чёрная ладья · a7 чёрная ладья · b7 чёрный конь · d5 белый конь · h4 белый слон · b3 белый король | a8 чёрный король · e8 белый слон · h8 чёрная ладья · a7 чёрная ладья · b7 чёрный конь · d5 белый конь · h4 белый слон · b3 белый король | a8 чёрный король · e8 белый слон · h8 чёрная ладья · a7 чёрная ладья · b7 чёрный конь · d5 белый конь · h4 белый слон · b3 белый король | a8 чёрный король · e8 белый слон · h8 чёрная ладья · a7 чёрная ладья · b7 чёрный конь · d5 белый конь · h4 белый слон · b3 белый король | 8 |
| 7 | a8 чёрный король · e8 белый слон · h8 чёрная ладья · a7 чёрная ладья · b7 чёрный конь · d5 белый конь · h4 белый слон · b3 белый король | a8 чёрный король · e8 белый слон · h8 чёрная ладья · a7 чёрная ладья · b7 чёрный конь · d5 белый конь · h4 белый слон · b3 белый король | a8 чёрный король · e8 белый слон · h8 чёрная ладья · a7 чёрная ладья · b7 чёрный конь · d5 белый конь · h4 белый слон · b3 белый король | a8 чёрный король · e8 белый слон · h8 чёрная ладья · a7 чёрная ладья · b7 чёрный конь · d5 белый конь · h4 белый слон · b3 белый король | a8 чёрный король · e8 белый слон · h8 чёрная ладья · a7 чёрная ладья · b7 чёрный конь · d5 белый конь · h4 белый слон · b3 белый король | a8 чёрный король · e8 белый слон · h8 чёрная ладья · a7 чёрная ладья · b7 чёрный конь · d5 белый конь · h4 белый слон · b3 белый король | a8 чёрный король · e8 белый слон · h8 чёрная ладья · a7 чёрная ладья · b7 чёрный конь · d5 белый конь · h4 белый слон · b3 белый король | a8 чёрный король · e8 белый слон · h8 чёрная ладья · a7 чёрная ладья · b7 чёрный конь · d5 белый конь · h4 белый слон · b3 белый король | 7 |
| 6 | a8 чёрный король · e8 белый слон · h8 чёрная ладья · a7 чёрная ладья · b7 чёрный конь · d5 белый конь · h4 белый слон · b3 белый король | a8 чёрный король · e8 белый слон · h8 чёрная ладья · a7 чёрная ладья · b7 чёрный конь · d5 белый конь · h4 белый слон · b3 белый король | a8 чёрный король · e8 белый слон · h8 чёрная ладья · a7 чёрная ладья · b7 чёрный конь · d5 белый конь · h4 белый слон · b3 белый король | a8 чёрный король · e8 белый слон · h8 чёрная ладья · a7 чёрная ладья · b7 чёрный конь · d5 белый конь · h4 белый слон · b3 белый король | a8 чёрный король · e8 белый слон · h8 чёрная ладья · a7 чёрная ладья · b7 чёрный конь · d5 белый конь · h4 белый слон · b3 белый король | a8 чёрный король · e8 белый слон · h8 чёрная ладья · a7 чёрная ладья · b7 чёрный конь · d5 белый конь · h4 белый слон · b3 белый король | a8 чёрный король · e8 белый слон · h8 чёрная ладья · a7 чёрная ладья · b7 чёрный конь · d5 белый конь · h4 белый слон · b3 белый король | a8 чёрный король · e8 белый слон · h8 чёрная ладья · a7 чёрная ладья · b7 чёрный конь · d5 белый конь · h4 белый слон · b3 белый король | 6 |
| 5 | a8 чёрный король · e8 белый слон · h8 чёрная ладья · a7 чёрная ладья · b7 чёрный конь · d5 белый конь · h4 белый слон · b3 белый король | a8 чёрный король · e8 белый слон · h8 чёрная ладья · a7 чёрная ладья · b7 чёрный конь · d5 белый конь · h4 белый слон · b3 белый король | a8 чёрный король · e8 белый слон · h8 чёрная ладья · a7 чёрная ладья · b7 чёрный конь · d5 белый конь · h4 белый слон · b3 белый король | a8 чёрный король · e8 белый слон · h8 чёрная ладья · a7 чёрная ладья · b7 чёрный конь · d5 белый конь · h4 белый слон · b3 белый король | a8 чёрный король · e8 белый слон · h8 чёрная ладья · a7 чёрная ладья · b7 чёрный конь · d5 белый конь · h4 белый слон · b3 белый король | a8 чёрный король · e8 белый слон · h8 чёрная ладья · a7 чёрная ладья · b7 чёрный конь · d5 белый конь · h4 белый слон · b3 белый король | a8 чёрный король · e8 белый слон · h8 чёрная ладья · a7 чёрная ладья · b7 чёрный конь · d5 белый конь · h4 белый слон · b3 белый король | a8 чёрный король · e8 белый слон · h8 чёрная ладья · a7 чёрная ладья · b7 чёрный конь · d5 белый конь · h4 белый слон · b3 белый король | 5 |
| 4 | a8 чёрный король · e8 белый слон · h8 чёрная ладья · a7 чёрная ладья · b7 чёрный конь · d5 белый конь · h4 белый слон · b3 белый король | a8 чёрный король · e8 белый слон · h8 чёрная ладья · a7 чёрная ладья · b7 чёрный конь · d5 белый конь · h4 белый слон · b3 белый король | a8 чёрный король · e8 белый слон · h8 чёрная ладья · a7 чёрная ладья · b7 чёрный конь · d5 белый конь · h4 белый слон · b3 белый король | a8 чёрный король · e8 белый слон · h8 чёрная ладья · a7 чёрная ладья · b7 чёрный конь · d5 белый конь · h4 белый слон · b3 белый король | a8 чёрный король · e8 белый слон · h8 чёрная ладья · a7 чёрная ладья · b7 чёрный конь · d5 белый конь · h4 белый слон · b3 белый король | a8 чёрный король · e8 белый слон · h8 чёрная ладья · a7 чёрная ладья · b7 чёрный конь · d5 белый конь · h4 белый слон · b3 белый король | a8 чёрный король · e8 белый слон · h8 чёрная ладья · a7 чёрная ладья · b7 чёрный конь · d5 белый конь · h4 белый слон · b3 белый король | a8 чёрный король · e8 белый слон · h8 чёрная ладья · a7 чёрная ладья · b7 чёрный конь · d5 белый конь · h4 белый слон · b3 белый король | 4 |
| 3 | a8 чёрный король · e8 белый слон · h8 чёрная ладья · a7 чёрная ладья · b7 чёрный конь · d5 белый конь · h4 белый слон · b3 белый король | a8 чёрный король · e8 белый слон · h8 чёрная ладья · a7 чёрная ладья · b7 чёрный конь · d5 белый конь · h4 белый слон · b3 белый король | a8 чёрный король · e8 белый слон · h8 чёрная ладья · a7 чёрная ладья · b7 чёрный конь · d5 белый конь · h4 белый слон · b3 белый король | a8 чёрный король · e8 белый слон · h8 чёрная ладья · a7 чёрная ладья · b7 чёрный конь · d5 белый конь · h4 белый слон · b3 белый король | a8 чёрный король · e8 белый слон · h8 чёрная ладья · a7 чёрная ладья · b7 чёрный конь · d5 белый конь · h4 белый слон · b3 белый король | a8 чёрный король · e8 белый слон · h8 чёрная ладья · a7 чёрная ладья · b7 чёрный конь · d5 белый конь · h4 белый слон · b3 белый король | a8 чёрный король · e8 белый слон · h8 чёрная ладья · a7 чёрная ладья · b7 чёрный конь · d5 белый конь · h4 белый слон · b3 белый король | a8 чёрный король · e8 белый слон · h8 чёрная ладья · a7 чёрная ладья · b7 чёрный конь · d5 белый конь · h4 белый слон · b3 белый король | 3 |
| 2 | a8 чёрный король · e8 белый слон · h8 чёрная ладья · a7 чёрная ладья · b7 чёрный конь · d5 белый конь · h4 белый слон · b3 белый король | a8 чёрный король · e8 белый слон · h8 чёрная ладья · a7 чёрная ладья · b7 чёрный конь · d5 белый конь · h4 белый слон · b3 белый король | a8 чёрный король · e8 белый слон · h8 чёрная ладья · a7 чёрная ладья · b7 чёрный конь · d5 белый конь · h4 белый слон · b3 белый король | a8 чёрный король · e8 белый слон · h8 чёрная ладья · a7 чёрная ладья · b7 чёрный конь · d5 белый конь · h4 белый слон · b3 белый король | a8 чёрный король · e8 белый слон · h8 чёрная ладья · a7 чёрная ладья · b7 чёрный конь · d5 белый конь · h4 белый слон · b3 белый король | a8 чёрный король · e8 белый слон · h8 чёрная ладья · a7 чёрная ладья · b7 чёрный конь · d5 белый конь · h4 белый слон · b3 белый король | a8 чёрный король · e8 белый слон · h8 чёрная ладья · a7 чёрная ладья · b7 чёрный конь · d5 белый конь · h4 белый слон · b3 белый король | a8 чёрный король · e8 белый слон · h8 чёрная ладья · a7 чёрная ладья · b7 чёрный конь · d5 белый конь · h4 белый слон · b3 белый король | 2 |
| 1 | a8 чёрный король · e8 белый слон · h8 чёрная ладья · a7 чёрная ладья · b7 чёрный конь · d5 белый конь · h4 белый слон · b3 белый король | a8 чёрный король · e8 белый слон · h8 чёрная ладья · a7 чёрная ладья · b7 чёрный конь · d5 белый конь · h4 белый слон · b3 белый король | a8 чёрный король · e8 белый слон · h8 чёрная ладья · a7 чёрная ладья · b7 чёрный конь · d5 белый конь · h4 белый слон · b3 белый король | a8 чёрный король · e8 белый слон · h8 чёрная ладья · a7 чёрная ладья · b7 чёрный конь · d5 белый конь · h4 белый слон · b3 белый король | a8 чёрный король · e8 белый слон · h8 чёрная ладья · a7 чёрная ладья · b7 чёрный конь · d5 белый конь · h4 белый слон · b3 белый король | a8 чёрный король · e8 белый слон · h8 чёрная ладья · a7 чёрная ладья · b7 чёрный конь · d5 белый конь · h4 белый слон · b3 белый король | a8 чёрный король · e8 белый слон · h8 чёрная ладья · a7 чёрная ладья · b7 чёрный конь · d5 белый конь · h4 белый слон · b3 белый король | a8 чёрный король · e8 белый слон · h8 чёрная ладья · a7 чёрная ладья · b7 чёрный конь · d5 белый конь · h4 белый слон · b3 белый король | 1 |
|   | a | b | c | d | e | f | g | h |   |

|   | a                                                                                      | b                                                                                      | c                                                                                      | d                                                                                      | e                                                                                      | f                                                                                      | g                                                                                      | h                                                                                      |   |
| - | -------------------------------------------------------------------------------------- | -------------------------------------------------------------------------------------- | -------------------------------------------------------------------------------------- | -------------------------------------------------------------------------------------- | -------------------------------------------------------------------------------------- | -------------------------------------------------------------------------------------- | -------------------------------------------------------------------------------------- | -------------------------------------------------------------------------------------- | - |
| 8 | d7 чёрная ладья · c5 чёрный король · d4 чёрная ладья · c3 белый король · g1 белый слон | d7 чёрная ладья · c5 чёрный король · d4 чёрная ладья · c3 белый король · g1 белый слон | d7 чёрная ладья · c5 чёрный король · d4 чёрная ладья · c3 белый король · g1 белый слон | d7 чёрная ладья · c5 чёрный король · d4 чёрная ладья · c3 белый король · g1 белый слон | d7 чёрная ладья · c5 чёрный король · d4 чёрная ладья · c3 белый король · g1 белый слон | d7 чёрная ладья · c5 чёрный король · d4 чёрная ладья · c3 белый король · g1 белый слон | d7 чёрная ладья · c5 чёрный король · d4 чёрная ладья · c3 белый король · g1 белый слон | d7 чёрная ладья · c5 чёрный король · d4 чёрная ладья · c3 белый король · g1 белый слон | 8 |
| 7 | d7 чёрная ладья · c5 чёрный король · d4 чёрная ладья · c3 белый король · g1 белый слон | d7 чёрная ладья · c5 чёрный король · d4 чёрная ладья · c3 белый король · g1 белый слон | d7 чёрная ладья · c5 чёрный король · d4 чёрная ладья · c3 белый король · g1 белый слон | d7 чёрная ладья · c5 чёрный король · d4 чёрная ладья · c3 белый король · g1 белый слон | d7 чёрная ладья · c5 чёрный король · d4 чёрная ладья · c3 белый король · g1 белый слон | d7 чёрная ладья · c5 чёрный король · d4 чёрная ладья · c3 белый король · g1 белый слон | d7 чёрная ладья · c5 чёрный король · d4 чёрная ладья · c3 белый король · g1 белый слон | d7 чёрная ладья · c5 чёрный король · d4 чёрная ладья · c3 белый король · g1 белый слон | 7 |
| 6 | d7 чёрная ладья · c5 чёрный король · d4 чёрная ладья · c3 белый король · g1 белый слон | d7 чёрная ладья · c5 чёрный король · d4 чёрная ладья · c3 белый король · g1 белый слон | d7 чёрная ладья · c5 чёрный король · d4 чёрная ладья · c3 белый король · g1 белый слон | d7 чёрная ладья · c5 чёрный король · d4 чёрная ладья · c3 белый король · g1 белый слон | d7 чёрная ладья · c5 чёрный король · d4 чёрная ладья · c3 белый король · g1 белый слон | d7 чёрная ладья · c5 чёрный король · d4 чёрная ладья · c3 белый король · g1 белый слон | d7 чёрная ладья · c5 чёрный король · d4 чёрная ладья · c3 белый король · g1 белый слон | d7 чёрная ладья · c5 чёрный король · d4 чёрная ладья · c3 белый король · g1 белый слон | 6 |
| 5 | d7 чёрная ладья · c5 чёрный король · d4 чёрная ладья · c3 белый король · g1 белый слон | d7 чёрная ладья · c5 чёрный король · d4 чёрная ладья · c3 белый король · g1 белый слон | d7 чёрная ладья · c5 чёрный король · d4 чёрная ладья · c3 белый король · g1 белый слон | d7 чёрная ладья · c5 чёрный король · d4 чёрная ладья · c3 белый король · g1 белый слон | d7 чёрная ладья · c5 чёрный король · d4 чёрная ладья · c3 белый король · g1 белый слон | d7 чёрная ладья · c5 чёрный король · d4 чёрная ладья · c3 белый король · g1 белый слон | d7 чёрная ладья · c5 чёрный король · d4 чёрная ладья · c3 белый король · g1 белый слон | d7 чёрная ладья · c5 чёрный король · d4 чёрная ладья · c3 белый король · g1 белый слон | 5 |
| 4 | d7 чёрная ладья · c5 чёрный король · d4 чёрная ладья · c3 белый король · g1 белый слон | d7 чёрная ладья · c5 чёрный король · d4 чёрная ладья · c3 белый король · g1 белый слон | d7 чёрная ладья · c5 чёрный король · d4 чёрная ладья · c3 белый король · g1 белый слон | d7 чёрная ладья · c5 чёрный король · d4 чёрная ладья · c3 белый король · g1 белый слон | d7 чёрная ладья · c5 чёрный король · d4 чёрная ладья · c3 белый король · g1 белый слон | d7 чёрная ладья · c5 чёрный король · d4 чёрная ладья · c3 белый король · g1 белый слон | d7 чёрная ладья · c5 чёрный король · d4 чёрная ладья · c3 белый король · g1 белый слон | d7 чёрная ладья · c5 чёрный король · d4 чёрная ладья · c3 белый король · g1 белый слон | 4 |
| 3 | d7 чёрная ладья · c5 чёрный король · d4 чёрная ладья · c3 белый король · g1 белый слон | d7 чёрная ладья · c5 чёрный король · d4 чёрная ладья · c3 белый король · g1 белый слон | d7 чёрная ладья · c5 чёрный король · d4 чёрная ладья · c3 белый король · g1 белый слон | d7 чёрная ладья · c5 чёрный король · d4 чёрная ладья · c3 белый король · g1 белый слон | d7 чёрная ладья · c5 чёрный король · d4 чёрная ладья · c3 белый король · g1 белый слон | d7 чёрная ладья · c5 чёрный король · d4 чёрная ладья · c3 белый король · g1 белый слон | d7 чёрная ладья · c5 чёрный король · d4 чёрная ладья · c3 белый король · g1 белый слон | d7 чёрная ладья · c5 чёрный король · d4 чёрная ладья · c3 белый король · g1 белый слон | 3 |
| 2 | d7 чёрная ладья · c5 чёрный король · d4 чёрная ладья · c3 белый король · g1 белый слон | d7 чёрная ладья · c5 чёрный король · d4 чёрная ладья · c3 белый король · g1 белый слон | d7 чёрная ладья · c5 чёрный король · d4 чёрная ладья · c3 белый король · g1 белый слон | d7 чёрная ладья · c5 чёрный король · d4 чёрная ладья · c3 белый король · g1 белый слон | d7 чёрная ладья · c5 чёрный король · d4 чёрная ладья · c3 белый король · g1 белый слон | d7 чёрная ладья · c5 чёрный король · d4 чёрная ладья · c3 белый король · g1 белый слон | d7 чёрная ладья · c5 чёрный король · d4 чёрная ладья · c3 белый король · g1 белый слон | d7 чёрная ладья · c5 чёрный король · d4 чёрная ладья · c3 белый король · g1 белый слон | 2 |
| 1 | d7 чёрная ладья · c5 чёрный король · d4 чёрная ладья · c3 белый король · g1 белый слон | d7 чёрная ладья · c5 чёрный король · d4 чёрная ладья · c3 белый король · g1 белый слон | d7 чёрная ладья · c5 чёрный король · d4 чёрная ладья · c3 белый король · g1 белый слон | d7 чёрная ладья · c5 чёрный король · d4 чёрная ладья · c3 белый король · g1 белый слон | d7 чёрная ладья · c5 чёрный король · d4 чёрная ладья · c3 белый король · g1 белый слон | d7 чёрная ладья · c5 чёрный король · d4 чёрная ладья · c3 белый король · g1 белый слон | d7 чёрная ладья · c5 чёрный король · d4 чёрная ладья · c3 белый король · g1 белый слон | d7 чёрная ладья · c5 чёрный король · d4 чёрная ладья · c3 белый король · g1 белый слон | 1 |
|   | a                                                                                      | b                                                                                      | c                                                                                      | d                                                                                      | e                                                                                      | f                                                                                      | g                                                                                      | h                                                                                      |   |

 1. Kb6+ Kpb8
 2. Cg3+ Kd6
 3. C:d6+ Kpb7
 4. Cd7
Неверно 4. Cc5? из-за 4… Л:e8 5. Kc4 Лa6 6. Kd6+ Kpc6 7. K:e8 Kp:c5 и белый конь проигрывается.
 4… Kp:b6
 5. Ce5 Лh4
 6. Cg3! Лd4
 7. Cf2 Лa:d7
 8. Kpc3 Kpc5
 9. Cg1 (e3)!
Несмотря на огромный материальный перевес, чёрные не могут реализовать его, так как их ладья d7 привязана к защите второй ладьи.